# Beatrice Zade
Inez Alfhild Beatrice Zade (* 20. Juli 1875 in Trelleborg als Beatrice Bæcklund; † 1948) war eine schwedische Schriftstellerin.

## Leben
Zade legte 1893 das Abitur in Stockholm ab und absolvierte 1896 das Höhere Lehrerinnenseminar. Im Anschluss arbeitete sie als Lehrerin in Uddevalla, Trollhättan und Smedjebacken sowie von 1907 bis 1908 als Rektorin einer Koedukationsschule in Höör.
Von 1908 bis 1910 studierte sie in Jena und heiratete 1910 den späteren Leipziger Professor und Pflanzenbauwissenschaftler Adolf Zade. Nach der Machtübernahme durch die Nationalsozialisten 1933 musste Adolf Zade seine Professur aufgrund seines jüdischen Glaubens aufgeben. Das Paar verließ daraufhin Deutschland und zog nach Stockholm.
Beatrice Zade veröffentlichte eine Reihe von populären Monografien und verfasste auch Novellen sowie Artikel in Zeitungen und Zeitschriften.

## Werke (Auswahl)
- Minchen Herzlieb: Ottilie i Goethes roman „Valfrändskap“ (1914, eingeschränkte Vorschau in der Google-Buchsuche)
- Caroline. Ett kvinnoöde från romantikens dagar (1914)
- Ernst Haeckel: Ett liv i vetenskapens tjänst (1915, eingeschränkte Vorschau in der Google-Buchsuche)
- Bettina. En livsväg kring Goethe (1916, eingeschränkte Vorschau in der Google-Buchsuche)
- Två systrar. Schillers Lotte och Line (1918)
- I musernas rike (1920; Weimarer Schilderungen aus der Zeit Johann Wolfgang von Goethes, eingeschränkte Vorschau in der Google-Buchsuche)
- Goethes barndom 1749–1765 (1922)
- Studenten Goethe 1765–1771 (1923, eingeschränkte Vorschau in der Google-Buchsuche)
- Frida Stéenhoff: människan, kämpen, verket (1935, eingeschränkte Vorschau in der Google-Buchsuche)
- Prinsessan Eugénies Jenny Lind-bilder: Till 50-årsminnet av sångerskans dödsdag (1937, eingeschränkte Vorschau in der Google-Buchsuche)